# Rathaus Parchim
Das Rathaus von Parchim wurde im 14. Jahrhundert erbaut und 1818 umgebaut. Es befindet sich in der Altstadt von Parchim, direkt zwischen Alter Markt und Schuhmarkt.

## Geschichte

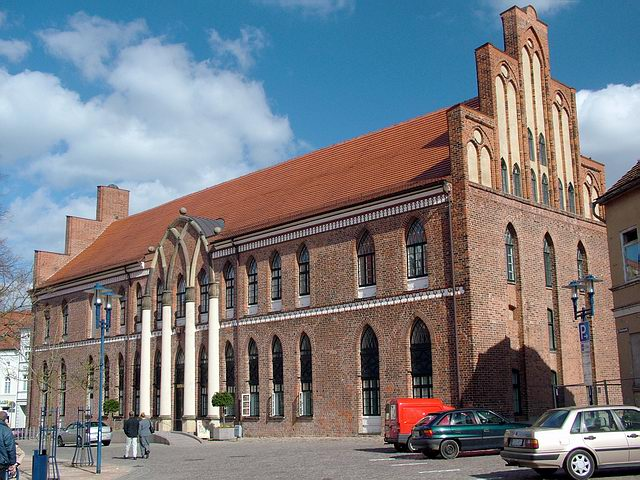
Parchim: Rathaus am Schuhmarkt

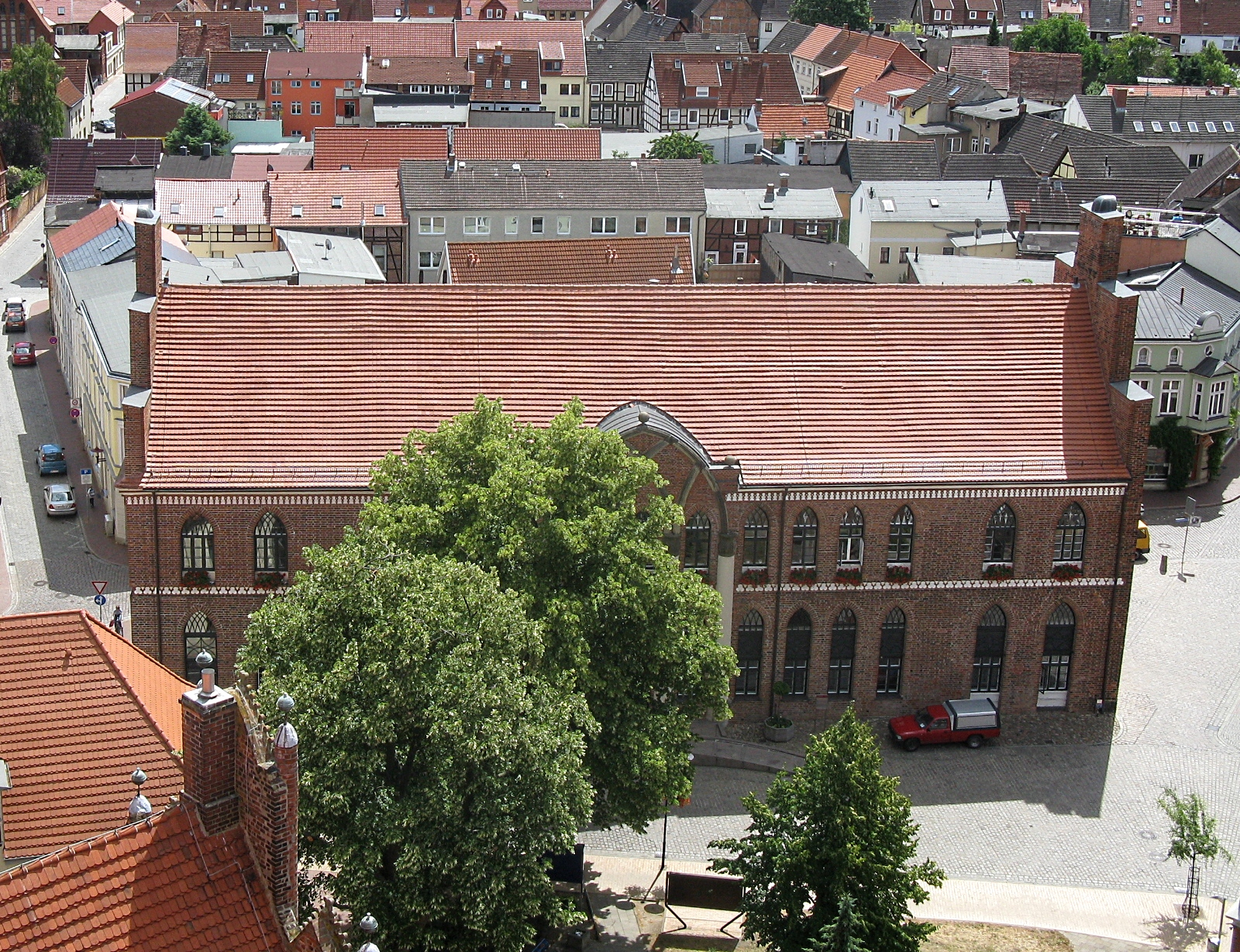
Rathaus vom Turm der St. Georgen-Kirche, links der Alte Markt

Die Burg Parchim wurde erstmals 1170 erwähnt. Das Stadtrecht erhielt Parchim 1225/26 und von 1238 bis 1248 war Parchim Residenz. 1240 wurde am westlichen Eldeufer die Parchimer Neustadt gegründet. Beide Städte (Alt- und Neustadt) schlossen sich 1282 zusammen. 1289 brannte ein Teil der Altstadt ab.
Das Rathaus am Alten Markt ist ein langgestreckter zweigeschossiger, gotischer, rechteckiger Backsteinbau und stammt ursprünglich aus dem 14. Jahrhundert. Dieser Bau diente als Rathaus, Gerichtshaus, Bürgertreff und Verpflegungsmagazin. Die Schmalseite orientierte sich zum Alten Markt. An dieser nicht erhaltenen rechteckigen Giebelschauwand befanden sich im Erdgeschoss offene Arkaden mit sechs Spitzbogen und dahinter der Eingang. Der rechteckige hochaufgerichtete nordöstliche Eingangsturm hatte zwei Geschosse und einen dreiseitigen Turmaufsatz. Die drei Seiten des Turmaufsatzes wurden durch elf senkrechte Pilaster an den Ecken und zwischen den Fenstern gegliedert. Der daran anschließende zweigeschossige Längsbau hatte ein Satteldach das an der Südwest-Seite  durch einen breitgelagerten Treppengiebel mit Maßwerkblenden abgeschlossen wurde. Das Gebäude verfiel im Laufe der Zeit und in der Franzosenzeit wurde es sogar als Stallung genutzt. Von 1808 stand das Haus einige Jahre leer und der Abbruch wurde erwogen.
1818 wurde der Bau für das nach Parchim verlegte Mecklenburgische Oberappellationsgericht von dem Architekten und Hofbaumeister Johann Georg Barca grundlegend umgebaut. Der Umbau Barcas veränderte den inneren Grundriss und das äußere Erscheinungsbild tiefgreifend. Einige gotische Elemente der Ruine wurden aufgenommen und ergänzt und neue klassizistische Bauelemente kamen hinzu. Die Laube an der Marktplatzseite verschwand und der neue Haupteingang wurde an die Mitte der Längsseite zum Schuhmarkt verlegt, in der Form eines neuen Portals mit vier zweigeschossigen runden Halbsäulen und einem darüber liegenden spitzbogigen Giebel, verziert mit drei Blidenkugeln. Alle Fensterdurchbrüche wurden stark vergrößert und erhielten hohe Spitzbogen um das zwischen Erd- und Obergeschoss eingezogene Geschoss auszuleuchten. Beide Giebel wurden nun gleich als Treppengiebel gestaltet. Das dazwischenliegende durchgehende Satteldach war flacher als beim Vorgängerbau.
Nach der Verlegung des Gerichts nach Rostock war das Gebäude wieder Rathaus von Parchim. An der Nordost-Seite lag ein repräsentativer Eingang, der als rechteckige Laube ausgebildet wurde. Spitzbogige Durchgänge erlaubten den Zugang vom Alten Markt, vom Schuhmarkt und von der Straße.
Der Gewölbekeller war bis 1889 eine öffentliche Gaststätte, danach Lagerstätte einer Weinhandlung, kurzfristig gar Luftschutzkeller und nach Sanierungen von 1978 ein geselliger Aufenthaltsraum.
Das Rathaus wurde 1995 im Rahmen der allgemeinen Stadterneuerung nach Plänen der Architekten Lorenzen + Siegmeier erneut gründlich saniert. Die Baukosten beliefen sich dabei auf 9,5 Mio. DM. Die Grundrissstruktur vom Barcabau blieb dabei erhalten, neue Einfügungen sind dabei als moderne Einbauten erkennbar.
Vor dem Rathaus befand sich seit nach 1990 in der Grünanlage ein Findling mit der Inschrift: „Einigkeit und Recht und Freiheit - 3. Okt. 1990“. Dieser wurde im Frühjahr 2023 vor die neue Kulturmühle umgesetzt.